# كارل روبرت
كارل روبرت (بالألمانية: Carl Wilhelm Robert) (و. 1740 – 1803 م) هو قاضي، وعالم عقيدة، وأستاذ جامعي، من ألمانيا، ولد في كاسل، توفي في كاسل، عن عمر يناهز 63 عاماً.

## مناصب وهيئات
أدار جامعة ماربورغ.